# 241
Cette page concerne l'année 241  du calendrier julien. Pour l'année 241 av. J.-C., voir 241 av. J.-C. Pour le nombre 241, voir 241 (nombre).
L'année 241 est une année commune qui commence un vendredi.

## Événements
- 20 janvier (date possible) : abdication d'Ardachîr Ier, roi de Perse[1]. Son fils Shapur Ier règne seul (Sapor ou Chahpuhr, fin en 272).
- 8 décembre : fête taurobolique à Lectoure (Gers) en l’honneur de Cybèle[2].

- Gordien III épouse Furia Sabinia Tranquillina, fille du préfet du prétoire Timésithée[3].
- Réaménagement de la Domus ecclesiae de Doura Europos, la plus ancienne chapelle chrétienne conservée et précisément datée, pourvue d'un baptistère, et ornée des plus anciennes fresques chrétiennes[4].

## Naissances
- Cao Mao, empereur des Wei.

## Décès en 241
- Zhuge Jin, ministre du royaume de Wu.